# Malunje
 Malunje  falu Horvátországban Zágráb megyében. Közigazgatásilag Jasztrebarszkához tartozik.

## Fekvése
Zágrábtól 31 km-re délnyugatra, községközpontjától 3 km-re északnyugatra fekszik. 

## Története
A település nevét még birtokként 1249-ben említik először "terra Molona" alakban. A Pribić család birtoka volt. A névadó Malunje-patakot viszont már 1242-ben említik "rivulus Molona" néven, 1345-ben "aqua Maluina" néven találjuk. 1384-ben és 1422-bem "Also-Molona" néven a Domagović család birtokaként szerepel a mai szomszédos Hrastje falu is. 
A falunak 1857-ben 297, 1910-ben 349 lakosa volt. Trianon előtt Zágráb vármegye Jaskai járásához tartozott. 2001-ben 238 lakosa volt. 

## Lakosság
| Lakosság változása | Lakosság változása | Lakosság változása | Lakosság változása | Lakosság változása | Lakosság változása | Lakosság változása | Lakosság változása | Lakosság változása | Lakosság változása | Lakosság változása | Lakosság változása | Lakosság változása | Lakosság változása | Lakosság változása |
| ------------------ | ------------------ | ------------------ | ------------------ | ------------------ | ------------------ | ------------------ | ------------------ | ------------------ | ------------------ | ------------------ | ------------------ | ------------------ | ------------------ | ------------------ |
| 1857               | 1869               | 1880               | 1890               | 1900               | 1910               | 1921               | 1931               | 1948               | 1953               | 1961               | 1971               | 1981               | 1991               | 2001               |
| 297                | 293                | 312                | 320                | 342                | 349                | 365                | 401                | 376                | 384                | 381                | 362                | 301                | 292                | 238                |

## Nevezetességei
A Rózsafüzér királynője tiszteletére szentelt kápolnája.

## Külső hivatkozások
- Jasztrebaszka város hivatalos oldala
- E. Laszowsky: Stara hrvatska Županija Podgorska Zagreb 1899.